# 神使轟く、激情の如く。
神使轟く、激情の如く。（しんしとどろく、げきじょうのごとく。）は、2017年9月に結成された日本の女性アイドルグループ。略称と愛称は神激（しんげき）。2025年1月に現体制での活動を終了。

## 概要
2017年9月30日結成。Clean×3 / Rap / Scream / Shoutの6人ボーカル+マニピュレーターの7人編成、アイドルとロック両方の特徴をもつ楽曲で、フロアと一体になる激しいライブが特徴。
歌詞は主にメンバーの生牡蠣いもこが手掛けている。
メンバー全員が変わった名前を使用するが、ハンドルネームなどをもとに本人たちで命名したものである。
日経MJが選ぶ次世代アイドル
、「AWAエディターが選ぶ！2021年ブレイクアーティスト」のアイドル部門に選出。
2019年4月に、女性ファンの要望に応え、女子力高めのコンテンツを投稿するYouTubeチャンネル「しんげきっ!」の開設を発表。2022年9月にYouTubeチャンネルを新しくし、駆け出しアーティストの生牡蠣いもこと二日よいこが一流アーティストになる為に、色んな事に挑戦していくYouTubeチャンネル「いもことよいこ」に名称変更。その後、2023年5月にYouTubeチャンネルを毎週土曜日21時に投稿する「しんげきっ!」名義に戻した。
2020年10月から、激ロックにて魔法少女になり隊を始めとする12ヶ月連続対談を実施。
2021年4月より、『LEGIT』と題した主催対バンライブシリーズを開催。
2022年3月30日、日本武道館にて単独公演を開催。2023年5月28日、幕張メッセにて単独公演を開催。
2025年1月22日、Zepp Shinjuku (TOKYO)にて開催された『Zepp Shinjuku単独公演-宣戦布告-』をもって現体制での活動を終了。

## 略歴
2017年
- 9月30日、デビューワンマンをTwinBox AKIHABARAにて開催。
- 11月8日、1stシングル『宣戦布告』をリリース。

2018年
- 1月11日、2ndシングル『風Zing!雷Zing!』をリリース。
- 2月5日、3rdシングル『王道アンチテーゼ』をリリース。
- 3月19日、4thシングル『Rainy』をリリース
- 4月6日、渋谷TSUTAYA O-WESTにてワンマンライブ『天上天下唯我独尊』を開催。5thシングル『新世界エクソダス』を会場限定リリース[13]。
- 6月1日、池袋シアターYESにて行われたワンマンライブ「『神使降臨』新メンバー加入祭」で涙染あまねが加入[14]。
- 7月7日、『アイドル横丁夏まつり!!〜2018〜』に出演[15]。
- 7月17日、渋谷WWW Xにてワンマンライブ『自己都合主義メタモルフォーゼ』を開催[16]。
- 8月3日 - 5日、『TOKYO IDOL FESTIVAL 2018』に出演[17]。
- 8月8日、6thシングル『自己都合主義メタモルフォーゼ』をリリース[18]。同日、AbemaTV「矢口真里の火曜The NIGHT」に出演[19]。
- 9月27日、恵比寿LIQUIDROOMにてワンマンライブ『神激アポカリプス』を開催。三笠エヴァ、不死鳥しおりa.k.aフェニックス、夢国ぼたん、妖精かなめが加入[20]。
- 10月27日、7thシングル『STAGE』をデジタルリリース。
- 11月6日、1stアルバム『月影フィロソフィア』をリリース[21]。
- 11月7日、2ndアルバム『光彩パラノイア』を会場限定でリリース[21]。

2019年
- 1月9日、渋谷TSUTAYA O-EASTにてワンマンライブ『謹賀神年～平成最終兵器-神激-～』開催[22]。
- 4月1日、8thシングル『瞬間成仏NEXT YOU→』をデジタルリリース。
- 6月3日 - 7月31日、JR山手線29駅を制覇するライブツアー『JR山手線ツアー』を開催[23]。
- 7月16日、『JR山手線ツアー』の品川J-SQUARE公演より、二日よいことTiNAが加入[24]。
- 8月2日・3日、『TOKYO IDOL FESTIVAL 2019』に出演[25]。
- 9月1日、9thシングル『夏声蝉時雨』をデジタルリリース。
- 9月30日、Zepp DiverCityにてワンマンライブ『神時代到来 〜God make nova〜』を開催[26]。
- 10月5日、10thシングル『不器用HERO』をデジタルリリース。
- 11月5日、11thシングル『Supernova』をデジタルリリース。
- 11月30日、生牡蠣いもこ「有吉反省会」出演[27]。
- 12月5日、12thシングル『神奏曲：テンペスト』をデジタルリリース。

2020年
- 1月16日、生牡蠣いもこ・実久里ことの、AbemaTV「買えるバトルクラブ」出演[28]。
- 1月30日、生牡蠣いもこ「ダウンタウンDX」出演[29]。
- 8月27日、妖精かなめが生誕ワンマンライブをもって卒業。永久欠番メンバーとなる。
- 8月27日、13thシングル『青瞬螢詠』をデジタルリリース。妖精かなめの卒業にあわせて急遽歌詞が変更となり、同メンバーに贈る曲になる[30]。
- 9月1日、14thシングル『合法トリップ:ボイルハザード』をデジタルリリース[31]。
- 9月22日、豊洲PITにてワンマンライブ『神激3周年-神時代覚醒〜GOD AWAKE WORLD〜』を開催[32]。
- 10月1日、15thシングル『神奏曲：アブソルートゼロ』をデジタルリリース。
- 10月2日、『TOKYO IDOL FESTIVAL オンライン 2020』に出演[33]。
- 10月9日より、ツアー『神巡り~2020-mini1-』開催。同日、3rdアルバム『RAGNARØCK』をリリース。
- 11月1日、16thシングル『生まれ変わっても自分になりたい』をデジタルリリース。
- 12月21日、Zepp Nagoyaでワンマンライブ『Zepp名古屋で無銭ライブやるってよ！』を開催。

2021年
- 2月18日、17thシングル『神奏曲：ガイア』をデジタルリリース。
- 3月5日、豊洲PITにてワンマンライブ『神激、豊洲PITで無銭ライブやるってよ!』を開催[34]。
- 4月27日より、主催対バンイベントシリーズ『LEGIT』を開催[10]。同日、18thシングル『BAD CAKE』をデジタルリリース。
- 7月27日、19thシングル『神奏曲：インフェルノ』をデジタルリリース。
- 8月29日、『@JAM EXPO 2020-2021』メインステージ出演。
- 10月3日、『TOKYO IDOL FESTIVAL 2021』メインステージ出演。生牡蠣いもこは、DOLL FACTRYの“TIFコスプレ”にも出演[35]。
- 10月10日、20thシングル『オキシバギー』をデジタルリリース。
- 11月21日、FABLED NUMBER主催サーキット・フェス『DIE ON ROCK FES 2021』～東京の陣～に出演[36]。
- 12月2日、21stシングル『神奏曲：ライトニング』をデジタルリリース。
- 12月27日、ミニアルバム『Rebellion of Maverick』、『神楽音』を2作同時リリース。

2022年
- 3月30日、日本武道館にてワンマンライブ『宣戦布告』を開催[11]。
- 4月17日、フジテレビ系音楽番組「Love music」に出演[37]。
- 4月24日、フジテレビ系音楽番組「Tune」との番組連動音楽イベント『IDOL SQUARE』に出演[38]。
- 6月3日、激ロックがサポートするライブイベント『Ibutsu kon'nyū supported by 激ロック』に出演[39][40]。
- 8月5日・6日、『TOKYO IDOL FESTIVAL 2022 supported by にしたんクリニック』に出演。
- 8月9日、22ndシングル『ワールドブレイカー』をデジタルリリース。
- 8月20日、『サマーソニック』の東京新ステージ「J-CULTURE STAGE」に出演[41]。
- 9月4日、初となる主催フェス『GOD FEST.2022』を豊洲PITにて開催[42]。
- 9月5日より、テレビ朝日系列の番組「Musicる TV」にて４週連続の特集が放送された[43]。
- 9月9日、バックドロップシンデレラの「HATEです」Music Videoに実久里ことの、三笠エヴァがゲスト出演[44]。
- 9月11日、5周年記念ワンマンライブ『轟音』を豊洲PITにて開催[45]。
- 9月17日、サーキット・フェス『TOKYO CALLING 2022』に出演[46]。
- 9月18日、日本武道館で開催された『楽天チケット Presents 全日本プロレス50周年記念大会』にゲストアーティストとして出演[47]。
- 10月9日、FABLED NUMBER presents『DIE ON ROCK FES 2022』supported by SNAZZY TUNESに出演[48]。
- 11月22日、豊洲PITにて開催された『武瑠 15TH ANNIVERSARY STREET GOTHIC FES』に出演[49]。
- 12月1日、23rdシングル『EGO PARADISE』をデジタルリリース[50]。

2023年
- 1月25日より、初の地上波冠TV番組「神激に会ってみませんか !？」がTOKYO-MXで放送スタート[51]。
- 3月31日、24thシングル『黎明ジャンヌダルク』をデジタルリリース[52]。
- 4月2日より、全国ツアー『神巡り 2023～Road to 幕張メッセ～』開催。
- 4月6日より、ZIP-FMにてレギュラーラジオ番組「WEAR MUSIC」がスタート。
- 5月28日、ワンマンライブ『GOD MAKE ERA』を幕張メッセ国際展示場・8ホールにて開催[12]。
- 8月5日、『TOKYO IDOL FESTIVAL2023』に出演。
- 8月22日、SHIBUYA THE GAMEにてMAYSON's PARTYと2MANライブ開催[53]。
- 8月27日、『@JAM EXPO2023』に出演[54]。
- 9月10日、6th. Anniversary Live『GOD FEST.2023』を豊洲PITにて開催[55]。
- 10月9日、『イナズマロックフェス2023』に出演[56]。
- 10月20日、恵比寿LIQUIDROOMにて花冷え。との2MANライブ開催[57]。
- 11月4日、JAPAN MOBILITY SHOW presents 『H2 Energy Festival』 に出演[58]。
- 11月26日、ZEPHYREN × SNAZZY TUNES presents『Raise UP 2023』に出演[59]。

2024年
- 3月16日、『ノクチルカ』『SYZYGY』を2曲同時リリース[60]。
- 3月25日より、『Zepp Tour～神巡り～』を開催[55]。
- 3月27日、新宿BLAZEにてZOCとの2MANライブ開催[61]。
- 6月2日、『SAKAE SP-RING2024』に出演[62]。
- 9月14日、『TOKYO CALLING 2024』に出演[63]。
- 10月1日、2025年1月22日に開催される『Zepp Shinjuku単独公演-宣戦布告-』をもって現体制での活動を終了することを発表[64]。
- 11月30日、SNAZZY TUNES × over print presents『over fest 2024』に出演[65]。
- 12月4日、シングル『アマテラス』をデジタルリリース[66]。

2025年
- 1月22日、アルバム『RAGNARØCK2』をデジタルリリース[67]。
- 1月22日、Zepp Shinjuku (TOKYO)にて開催された『Zepp Shinjuku単独公演-宣戦布告-』をもって現体制での活動を終了[2]。

## メンバー
| 名前                         | 担当         | 誕生日  | 出身地 | 備考                                                                                           |
| ---------------------------- | ------------ | ------- | ------ | ---------------------------------------------------------------------------------------------- |
| 生牡蠣いもこ ｲｸｯがき いもこ  | Vocal,Lyrics | 3月19日 | 愛知県 | オリジナルメンバー。 「サキドルエースSURVIVAL SEASON8」優勝。 卒業後桜田彩羽名義で声優となる。 |
| 実久里ことの じっくり ことの | Vocal,Clean  | 2月3日  | 千葉県 | オリジナルメンバー。 「サキドルエースSURVIVAL SEASON9」優勝。                                  |
| 涙染あまね るいせん あまね   | Vocal,Scream | 8月19日 | 静岡県 | 2018年6月1日加入。                                                                             |
| 三笠エヴァ みかさ えゔぁ     | Vocal,Scream | 3月5日  | 兵庫県 | 2018年9月27日加入。                                                                            |
| 二日よいこ ふつか よいこ     | Vocal,Rap    | 4月15日 | 京都府 | 2019年7月16日加入。                                                                            |
| TiNA ティナ                  | Vocal,Clean  | 6月17日 | 広島県 | 2019年7月16日加入。                                                                            |
| GODちゃん ごっどちゃん       | Manipulator  |         |        |                                                                                                |

### 旧メンバー
- 皆野うさこ（みなの うさこ）、2017年9月30日 - 2018年2月22日（担当色：黄色）[70]
- 野比城ひびき（のびしろ ひびき）、2017年9月30日 - 2018年5月30日（担当色：紫）
- 魔城もも（ましろ もも）、2017年9月30日 - 2018年7月17日（担当色：ピンク）
- 心温なぎさ（ここあ なぎさ）、2017年9月30日 - 2018年9月30日（担当色：赤）
- 不死鳥しおりa.k.aフェニックス（ふしちょう しおり えーけーえー ふぇにっくす）、2018年 9月27日 - 2019年5月5日（担当色：パリピレッド）[71]
- 夢国ぼたん（わんだーらんど ぼたん）、2018年9月27日 - 2019年12月30日（担当色：地雷ピンク）
- 妖精かなめ（ふぇありー かなめ）、2018年9月27日 - 2020年8月27日（担当色：緑）。永久欠番メンバー。

## 作品
順位は、オリコン週間ランキング最高位

### シングル
| #  | 発売日         | タイトル                       | 規格品番   | 備考                                        | 順位 |
| -- | -------------- | ------------------------------ | ---------- | ------------------------------------------- | ---- |
| 1  | 2017年11月08日 | 宣戦布告                       | 会場限定   | 『真夜中のおバカ騒ぎ!』11月EDテーマ         |      |
| 2  | 2018年01月11日 | 風Zing!雷Zing!                 |            | 4ヶ月連続リリース第一弾                     |      |
| 3  | 2018年02月05日 | 王道アンチテーゼ               |            | 4ヶ月連続リリース第二弾                     |      |
| 4  | 2018年03月19日 | Rainy                          |            | 4ヶ月連続リリース第三弾                     |      |
| 5  | 2018年04月06日 | 新世界エクソダス               | 会場限定   | 4ヶ月連続リリース第四弾                     |      |
| 6  | 2018年08月08日 | 自己都合主義メタモルフォーゼ   | POCE-11120 |                                             | 15位 |
| 7  | 2018年10月27日 | STAGE                          | 配信       | 『全力!脱力タイムズ』2019年2月〜3月EDテーマ |      |
| 8  | 2019年04月01日 | 瞬間成仏NEXT YOU→              | 配信       | 『全力!脱力タイムズ』2019年4月〜5月EDテーマ |      |
| 9  | 2019年08月01日 | 夏声蝉時雨                     | 配信       |                                             |      |
| 10 | 2019年10月05日 | 不器用HERO                     | 配信       | 3ヶ月連続デジタルリリース第一弾             |      |
| 11 | 2019年11月05日 | Supernova                      | 配信       | 3ヶ月連続デジタルリリース第二弾             |      |
| 12 | 2019年12月05日 | 神奏曲:テンペスト              | 配信       | 3ヶ月連続デジタルリリース第三弾             |      |
| 13 | 2020年08月27日 | 青瞬螢詠                       | 配信       |                                             |      |
| 14 | 2020年09月01日 | 合法トリップ：ボイルハザード   | 配信       |                                             |      |
| 15 | 2020年10月01日 | 神奏曲：アブソルートゼロ       | 配信       | 『お願い!ランキング』2020年11月EDテーマ     |      |
| 16 | 2020年11月01日 | 生まれ変わっても自分になりたい | 配信       |                                             |      |
| 17 | 2021年02月18日 | 神奏曲：ガイア                 | 配信       |                                             |      |
| 18 | 2021年04月27日 | BAD CAKE                       | 配信       |                                             |      |
| 19 | 2021年07月27日 | 神奏曲：インフェルノ           | 配信       | 『Tune』2021年10月EDテーマ                  |      |
| 20 | 2021年10月10日 | オキシバギー                   | 配信       |                                             |      |
| 21 | 2021年12月03日 | 神奏曲：ライトニング           | 配信       | 『Love music』2022年2月OPテーマ             |      |
| 22 | 2022年08月09日 | ワールドブレイカー             | 配信       |                                             |      |
| 23 | 2022年12月01日 | EGO PARADISE                   | 配信       |                                             |      |
| 24 | 2023年03月31日 | 黎明ジャンヌダルク             | 配信       | 『musicる TV』2024年3月OPテーマ             |      |
| 25 | 2024年03月16日 | ノクチルカ                     | 配信       |                                             |      |
| 26 | 2024年03月16日 | SYZYGY                         | 配信       |                                             |      |
| 27 | 2024年12月04日 | アマテラス                     | 配信       |                                             |      |

### アルバム
| # | 発売日         | タイトル              | 規格品番 | 備考         | 順位  |
| - | -------------- | --------------------- | -------- | ------------ | ----- |
| 1 | 2018年11月06日 | 月影フィロソフィア    | SGRD-006 |              | 119位 |
| 2 | 2018年11月07日 | 光彩パラノイア        | SGRD-007 | 会場限定     |       |
| 3 | 2020年10月21日 | RAGNARØCK             | KDSG-001 |              |       |
| 4 | 2021年12月27日 | Rebellion of Maverick | KDSG-002 | ミニアルバム |       |
| 5 | 2021年12月27日 | 神楽音                | KDSG-003 | ミニアルバム |       |
| 6 | 2025年01月22日 | RAGNARØCK2            |          | 配信リリース |       |

## ライブ・イベント
主催対バンシリーズ『LEGIT』
| 年     | 公演日   | 公演名                                          | 会場                       | 出演                                                         | 備考   |
| ------ | -------- | ----------------------------------------------- | -------------------------- | ------------------------------------------------------------ | ------ |
| 2021年 | 4月27日  | LEGIT Vol.1                                     | Shibuya O-EAST             | 嘘とカメレオン                                               |        |
| 2021年 | 5月2日   | LEGIT Vol.3                                     | 渋谷THE GAME               | MAKE MY DAY                                                  |        |
| 2021年 | 5月5日   | LEGIT Vol.6                                     | 代官山SPACE ODD            | Ailiph Doepa                                                 |        |
| 2021年 | 5月18日  | LEGIT Vol.7                                     | 渋谷WOMB                   | ReVision of Sence                                            | [ 73 ] |
| 2021年 | 6月14日  | LEGIT Vol.8                                     | 新宿BLAZE                  | バックドロップシンデレラ、a crowd of rebellion               | [ 74 ] |
| 2021年 | 7月16日  | LEGIT Vol.9                                     | NAGOYA ReNY limited        | ヒステリックパニック                                         |        |
| 2021年 | 9月10日  | LEGIT Vol.10                                    | 豊洲PIT                    | ミオヤマザキ、魔法少女になり隊                               | [ 75 ] |
| 2021年 | 10月15日 | LEGIT Vol.11                                    | NAGOYA ReNY limited        | ビレッジマンズストア                                         |        |
| 2021年 | 10月28日 | LEGIT Vol.12                                    | 新宿BLAZE                  | 夕闇に誘いし漆黒の天使達                                     | [ 76 ] |
| 2021年 | 11月19日 | LEGIT Vol.13                                    | 下北沢シャングリラ         | Lenny code fiction、MAGIC OF LiFE                            | [ 77 ] |
| 2021年 | 11月30日 | LEGIT Vol.14                                    | 新宿BLAZE                  | Gacharic Spin、魔法少女になり隊                              | [ 78 ] |
| 2022年 | 1月19日  | LEGIT Vol.15                                    | 吉祥寺 CLUB SEATA          | Ailiph Doepa                                                 |        |
| 2022年 | 2月5日   | LEGIT Vol.17 -新潟編-                           | 新潟 Golden pigs RED STAGE | a crowd of rebellion                                         |        |
| 2022年 | 2月16日  | LEGIT Vol.16 -ご新規さんいらっしゃい！無料2MAN- | Spotify O-EAST             | 夕闇に誘いし漆黒の天使達                                     |        |
| 2022年 | 5月10日  | LEGIT Vol.18 -GODの日-                          | 新宿BLAZE                  | バックドロップシンデレラ、アルカラ                           |        |
| 2023年 | 2月16日  | LEGIT Vol.19                                    | Spotify O-EAST             | オメでたい頭でなにより、SHIN、FLOW、夕闇に誘いし漆黒の天使達 |        |
| 2023年 | 5月10日  | LEGIT Vol.20 -GODの日-                          | 新宿BLAZE                  | Raychell、花冷え、DJ葉月ひまり（O.A.）                       |        |
| 2024年 | 2月15日  | LEGIT Vol.21                                    | 恵比寿LIQUIDROOM           | SHIN、武瑠、Panic Monster !n Wonderland、GANGDEMIC           |        |

主催フェス『GOD FEST.』
| 年     | 公演日  | 公演名         | 会場    | 出演                                                                                             | 備考   |
| ------ | ------- | -------------- | ------- | ------------------------------------------------------------------------------------------------ | ------ |
| 2022年 | 9月4日  | GOD FEST. 2022 | 豊洲PIT | TOTALFAT 忘れらんねえよ Dizzy Sunfist 眩暈SIREN SHIN Gacharic Spin TRiDENT                       | [ 42 ] |
| 2023年 | 9月10日 | GOD FEST. 2023 | 豊洲PIT | crowd of rebellion ASH DA HERO アルカラ オメでたい頭でなにより TOTALFAT 夕闇に誘いし漆黒の天使達 |        |

## 出演

### テレビ
- 神激に会ってみませんか !？（2023年1月25日 - 、TOKYO-MX）[51]

### ラジオ
- ザ・マミィと神激のいきなり60分!（2021年5月8日、ニッポン放送）[79]
- いくがきいもこといっちゃおうラジオ（2023年1月25日、渋谷クロスFM）[80]
- WEAR MUSIC（2023年4月6日 - 、ZIP-FM）

### ゲーム
- アイコイノート（2020年4月27日、GMOプレイミュージック）[81]
- D4DJ Groovy Mix
- GITADORA HIGH-VOLTAGE（2022年3月24日）※収録曲：「神奏曲：ライトニング」

## 書籍

### 雑誌
- 週刊ヤングジャンプ（生牡蠣いもこ / 表紙）- 2018年4月5日発売号
- 月刊エンタメ（生牡蠣いもこ）- 2018年5月30日発売号
- 週刊SPA（生牡蠣いもこ）- 2018年7月31日発売号
- 週刊ヤングジャンプ（実久里ことの / 表紙）- 2018年12月6日発売号[82]
- MARQUEE Vol.132（神使轟く、激情の如く。企画）- 2019年4月10日発売号
- 週刊SPA（神使轟く、激情の如く。企画）- 2019年4月16日発売号
- BUBUKA（神使轟く、激情の如く。）- 2019年4月30日発売号
- BOMB （生牡蠣いもこ・実久里ことの）- 2019年5月9日発売号
- MARQUEE Vol.134（生牡蠣いもこ / 連載）- 2019年8月10日発売号
- MARQUEE Vol.135（生牡蠣いもこ / 連載）- 2019年10月20日発売号
- 週刊FLASH（実久里ことの） -2020年2月4日発売号
- 週刊FLASH（生牡蠣いもこ）-2020年9月8日発売号
- グラビアプレス Vol.2（実久里ことの、妖精かなめ、TiNA/グラビア）- 2020年2月29日発刊
- ROCKIN'ON JAPAN2月号（神使轟く、激情の如く。）- 2021年12月28日発売号
- 激ロックマガジン2020年10月号（12ヶ月連続対談/魔法少女になり隊[83]）- 2020年10月12日発刊
- 激ロックマガジン2020年11月号（12ヶ月連続対談/Rhythmic Toy World[84]）- 2020年11月12日発刊
- 激ロックマガジン2020年12月号（12ヶ月連続対談/ミオヤマザキ[85]）- 2020年12月10日発刊
- 激ロックマガジン2021年1月号（12ヶ月連続対談/SHANK[86]）- 2021年1月12日発刊
- 激ロックマガジン2021年2月号（12ヶ月連続対談/MAGIC OF LiFE[87]）- 2021年2月10日発刊
- 激ロックマガジン2021年3月号（12ヶ月連続対談/SILENT SIREN[88]）- 2021年3月10日発刊
- 激ロックマガジン2021年4月号（12ヶ月連続対談/LOW IQ 01[89]）- 2021年4月12日発刊
- 激ロックマガジン2021年5月号（12ヶ月連続対談/アルカラ[90]）- 2021年5月10日発刊
- 激ロックマガジン2021年6月号（12ヶ月連続対談/ビレッジマンズストア[91]）- 2021年6月11日発刊
- 激ロックマガジン2021年7月号（12ヶ月連続対談/夕闇に誘いし漆黒の天使達[92]]）- 2021年7月12日発刊
- 激ロックマガジン2021年8月号（12ヶ月連続対談/CIVILIAN[93]）- 2021年8月10日発刊
- 激ロックマガジン2021年9月号（12ヶ月連続対談/KEYTALK[94]）- 2021年9月10日発刊
- 激ロックマガジン2022年4月号（連載企画〜個別インタビュー編〜/生牡蠣いもこ[95]）- 2022年4月発刊
- 激ロックマガジン2022年5月号（連載企画〜座談会編〜/ナノ[96]）- 2022年5月発刊
- 激ロックマガジン2022年6月号（連載企画〜個別インタビュー編〜/涙染あまね[97]）- 2022年6月発刊
- 激ロックマガジン2022年7月号（連載企画〜個別インタビュー編〜/三笠エヴァ[98]）- 2022年7月発刊
- 激ロックマガジン2022年8月号（連載企画〜座談会編〜/四星球[99]）- 2022年8月発刊
- 激ロックマガジン2022年9月号（連載企画〜個別インタビュー編〜/TiNA[100]）- 2022年9月発刊
- 激ロックマガジン2022年10月号（連載企画〜個別インタビュー編〜/二日よいこ[101]）- 2022年10月発刊
- 激ロックマガジン2022年11月号（連載企画〜座談会編〜/FLOW[102]）- 2022年11月発刊
- 激ロックマガジン2022年12月号（連載企画〜座談会編〜/BIGMAMA[103]）- 2022年12月発刊
- 激ロックマガジン2023年1月号（連載企画〜座談会編〜/明希（シド）[104]）- 2023年1月発刊
- 激ロックマガジン2023年2月号（連載企画〜座談会編〜/G-FREAK FACTORY[105]）- 2023年2月発刊
- 激ロックマガジン2023年3月号（連載企画〜個別インタビュー編〜/実久里ことの[106]）- 2023年3月発刊
- 激ロックマガジン2023年4月号（連載企画〜全体インタビュー編[107]）- 2023年4月発刊